# Hiroki Kawano
Hiroki Kawano (河野 広貴 Kawano Hiroki?, nacido el 30 de marzo de 1990 en Sagamihara, Kanagawa) es un futbolista japonés que se desempeña como centrocampista.

## Trayectoria

### Clubes
| Club                 | País  | Año         |
| -------------------- | ----- | ----------- |
| Tokyo Verdy          | Japón | 2007 - 2011 |
| FC Tokyo             | Japón | 2012 - 2017 |
| Sagan Tosu           | Japón | 2017 - 2019 |
| Tokyo Verdy (cedido) | Japón | 2019        |
| Tokyo Verdy          | Japón | 2020 - 2021 |

## Estadística de carrera

### J. League
| Club        | Año   | J. League | J. League | Copa J. League | Copa J. League | Total | Total |
| Club        | Año   | Part.     | Goles     | Part.          | Goles          | Part. | Goles |
| ----------- | ----- | --------- | --------- | -------------- | -------------- | ----- | ----- |
| Tokyo Verdy | 2007  | 1         | 0         | -              | -              | 1     | 0     |
| Tokyo Verdy | 2008  | 17        | 2         | 5              | 0              | 22    | 5     |
| Tokyo Verdy | 2009  | 35        | 6         | -              | -              | 35    | 6     |
| Tokyo Verdy | 2010  | 29        | 3         | -              | -              | 29    | 3     |
| Tokyo Verdy | 2011  | 32        | 8         | -              | -              | 32    | 8     |
| FC Tokyo    | 2012  | 9         | 1         | 0              | 0              | 9     | 1     |
| FC Tokyo    | 2013  | 4         | 0         | 5              | 0              | 9     | 0     |
| FC Tokyo    | 2014  | 30        | 6         | 6              | 1              | 36    | 7     |
| FC Tokyo    | 2015  | 22        | 1         | 5              | 1              | 27    | 2     |
| FC Tokyo    | 2016  | 29        | 5         | 4              | 0              | 33    | 5     |
| FC Tokyo    | 2017  | 8         | 0         | 1              | 0              | 9     | 0     |
| Sagan Tosu  | 2017  | 7         | 0         | 0              | 0              | 7     | 0     |
| Total       | Total | 223       | 32        | 26             | 2              | 249   | 34    |

## Palmarés

### Campeonatos internacionales
| Título                         | Club               | Sede     | Año  |
| ------------------------------ | ------------------ | -------- | ---- |
| Copa Asiática Sub-17 de la AFC | Selección de Japón | Singapur | 2006 |